# 醫師自我推薦
醫師自我推薦（英語：Physician self-referral）這個名詞，描述的是一種做法-醫師要求經由醫師自己，或者推薦他的執業同伴對患者做檢測，從中獲取經濟補償的行為。自我推薦的例子包括內科醫生做心電圖（EKG）檢查、建議由醫師本人執行的外科手術、以及要求在醫師自己擁有或租用的設施做影像檢查的行為。
因為有機會做自我推薦，會激勵醫師要求做更多的測試。在美國，《斯塔克法案》（特別是在第一節和第二節）通過的目的就是要對這種推薦做控制（尤其是針對聯邦醫療保險（Medicare）和聯邦醫療補助（Medicaid）的患者）。但是，允許在醫生辦公室進行必要測試的例外條款已被濫用，來規避法律規定。這種在辦公室的例外允許，造成許多醫師在自己的辦公室裝設高科技，而且價格高昂的設備，例如CT掃描儀、MRI掃描儀、和核醫學掃描儀。
前面提起自我推薦做法的動機，主要是由於醫師的"認知"式診斷護理（即花費時間與患者交談，並找出最佳診斷測試，或者是治療過程），所能報銷的費用快速下降而導致的結果。

## 歷史
當前醫學演進的領域之一是對先進的成像結果作確定和解讀，包括MRI掃描、CT掃描、正子斷層照影掃描、和超聲波掃描。由非影像診斷學專業醫生評估患者影像結果的做法約在1990年代開始。在過去，大多數X射線的成像是由影像診斷醫生來解讀。如今一般是由普通科醫生來解讀。對於其他成像技術結果的解讀，也有相同的趨勢。
在過去，僅在醫院和私人成像中心會提供先進的醫學成像，除了一些明顯的例外，僅由影像診斷醫生來做判讀評估。這種例外中的一例是美國神經影像學會（American Society of Neuroimaging），這個學會成立於1975年，學會促使神經內科學家運用當時的最新影像技術，以非侵入性方式來對患者做評估。後來隨著不斷改善和發展，心臟病學醫生、神經外科醫生、和骨外科醫生等對使用先進的成像技術變得更有興趣。
這些在服務提供方式上的變化，導致放影像診斷醫生和其他專科醫生之間就誰該控制和使用高級醫學成像，而展開辯論。
從歷史上看，所謂醫師自行推薦，描述的是醫生在正常情況下診斷患者，然後如果治療屬於這位醫生的執業範圍，則會對患者進行治療。但是，有影像診斷醫生的作者已經成功地使用這個醫生自我推薦的名詞來描述為牟利，而自我推薦影像服務的概念，並認為做法是不受歡迎，而且會產生浪費。

## 經濟上的誘因
自我推薦對影像診斷的影響最大。通常，影像診斷的收入來源有兩項：設備使用費和專業診斷費。設備使用費涵蓋技術費用，例如機器的操作，而專業診斷費則是醫師提供的判讀和諮詢的服務。擁有成像設備的醫師可同時收到這兩項費用。
例如，當患者在醫院看病並接受CT掃描時，會因為使用到機器而支付技術費用，而影像診斷醫生會因為判讀以及記錄下檢查的結果而收取專業費用。但是，在自我推薦的案例，如果醫師在他的辦公室為患者看病，會推薦的檢查，通常是超聲心動圖或核醫學心臟成像，這類檢查是發生在醫師的辦公室，而判讀者為同一人。因此，醫師同時收取設備使用費和專業診斷費。

## 負面後果
醫師及設備擁有者進行自我推薦的風險極小，因為他可把掃描數量增加到確保盈利所需的任何程度。機器銷售商也知道這一點，他們積極採取行動把成像設備出售給未經專業協會認證，或者是未有影像診斷專業的醫師。一位銷售醫療成像設備的供應商指出：
您是否對費用報銷率降低，而患者對你時間的需求不斷增加，以及對競爭加劇感到不滿？您可以利用在自己的辦公室中提供影像診斷服務（例如MRI和CT）來抓住新的收入機會，扭轉這種負面趨勢。您的患者會感到便利，他們不會轉移到別的醫生尋求協助，而您的收入和利潤會增加。

### 成本增加
大量研究的結果顯示，在美國，醫生自我推薦在拉高醫療成本方面產生重大的影響。已故費城大學教授戴維·萊文（David Levin）估計，在2004年，每年不必要的自我推薦的影像診斷成本，保守估計已達到160億美元。
有幾個例子表明，自我推薦會同時增加利用率，以及成本：
- 核醫心肌灌注掃描（英语：Myocardial perfusion imaging）成像（RMPI）用於評估冠狀動脈疾病對心臟的影響。從1998年到2002年，影像診斷醫師使用此檢查的比率增加2％，而心臟病學專科醫師的比率則增加78％。這種增加的大部分是發生在心臟病學專科醫師的私人辦公室，他們既是推薦檢查，又收取檢查費用，而不是將患者送往醫院機構做這種檢查。[4]
- 一項在2007年所做的研究發現，受到醫師自我推薦的患者，去作檢查的數量，是不做推薦的醫生，他們患者的1.196到3.228倍。[6]
- 在2000年至2005年之間，非影像診斷專科醫師購買，或者租賃MRI掃描儀的人數增長254％，而影像診斷專科醫師本身在機器的增幅為83％。到 2005年，非影像診斷專科醫師對其購買，或者租賃的設備做了超過384,000例MRI檢查，在私人辦公室做MRI檢查市場中的佔比從2000年的11％增加到 2005年的20％。[4]

但是，在過去的十年中，許多關於成像的研究都沒有提及技術進步在增加成像診斷使用中的作用。
辦公室輔助服務（in office ancillary services，IOAS）內容包括廣泛。這項服務規定允許醫生提供X射線、超聲波、和 MRI等服務，這些服務都是合法，符合道德標準的服務。醫生在其辦公室中提供例如X射線的服務已有數十年的歷史。研究顯示，在辦公室中提供醫療程序，輔助服務的使用就會隨著增加。研究未能顯示出數量增加的動機。假設動機是財務上的，就會違反美國醫學會的道德準則。其他的動機因素可包括更快速的診斷、較簡單的授權和計劃流程、以及讓病歷合併-這些因素應該對於患者的治療有利。

### 品質
現代的MRI掃描程序非常複雜，需要經過專業的訓練之後才能對結果作正確的判讀。在《美國影像診斷學院期刊》（Journal of the American College of Radiology）的一篇社論中，作者感嘆：
影像診斷在很大程度上仍由普通科醫師來執行。影像結果的很大部分僅由實習住院醫師做判讀。一般影像診斷醫師與神經內科醫師整天看到這些患者，以及看到患者腦部圖像的情況相比，是否更了解大腦成像？醫院對於收入看得比對患者的護理更為重要，這情形會令人相當不安。

## 便利
研究表明，患者可因為可有廣泛的診斷和醫療服務，而迅速完成診斷，而從IOAS的做法中受益。此外，IOAS可以像保險公司一樣為患者節省成本。但是，擁有多個診所的巨型公司一直讓IOAS會增加醫療衛生費用的傳說無法受到磨滅。
自我推薦經常因為它的便利性而受到辯護，但是，如果患者無法在醫生看診到的同一天因為受到推薦去接受成像服務，這個論點就不成立。

## 美國醫學會立場
美國醫學會代表大會曾兩次表示，醫學成像應由所有受過訓練和合格的醫生來從事，而不僅只由影像診斷的專業部門進行，並聲稱由一個專業部門進行壟斷，會讓依賴成像服務的醫療衛生品質下降，並把成本拉高。

## 解決問題的嘗試
《2008年Medicare患者和醫療衛生提供者改善法案》的通過，希望利用線上預約及核准方式，以消除醫生自我推薦帶來過多的不必要的醫療照顧。

## 延伸閱讀
- Rothwell, PM; Giles, MF; Chandratheva, A; Marquardt, L; Geraghty, O; Redgrave, JN; Lovelock, CE; Binney, LE; Bull, LM; Cuthbertson, FC; Welch, SJ; Bosch, S; Alexander, FC; Silver, LE; Gutnikov, SA; Mehta, Z. . Lancet. Oct 20, 2007, 370 (9596): 1432–42. PMID 17928046. doi:10.1016/S0140-6736(07)61448-2.
- Giles, M. F.; Rothwell, P. M. . Age and Ageing. 1 November 2007, 36 (6): 676–680. doi:10.1093/ageing/afm088 .